# جنة عذراء
جنة عذراء (بالإنجليزية: A Virgin Paradise)‏ هو فيلم أبيض وأسود مغامرات أمريكي صامت إنتاج عام 1921، أنتجته ووزعته شركة فوكس فيلم وبطولة بيرل وايت. كان من إخراج المخرج المخضرم جيمس سيرل داولي.

## روابط خارجية
- جنة عذراء  في قاعدة بيانات الأفلام على الإنترنت (بالإنجليزية)
- Synopsis على موقع أول موفي.